# Грессоне-Сен-Жан
Грессоне́-Сен-Жан (фр. Gressoney-Saint-Jean) — коммуна в Италии, располагается в автономной области Валле-д’Аоста.
Население составляет 815 человек (2008 г.), плотность населения составляет 12 чел./км². Занимает площадь 69 км². Почтовый индекс — 11025. Телефонный код — 0125.
Покровителем коммуны почитается святой Иоанн Креститель, празднование 24 июня.

## Демография
Динамика населения:

## Галерея

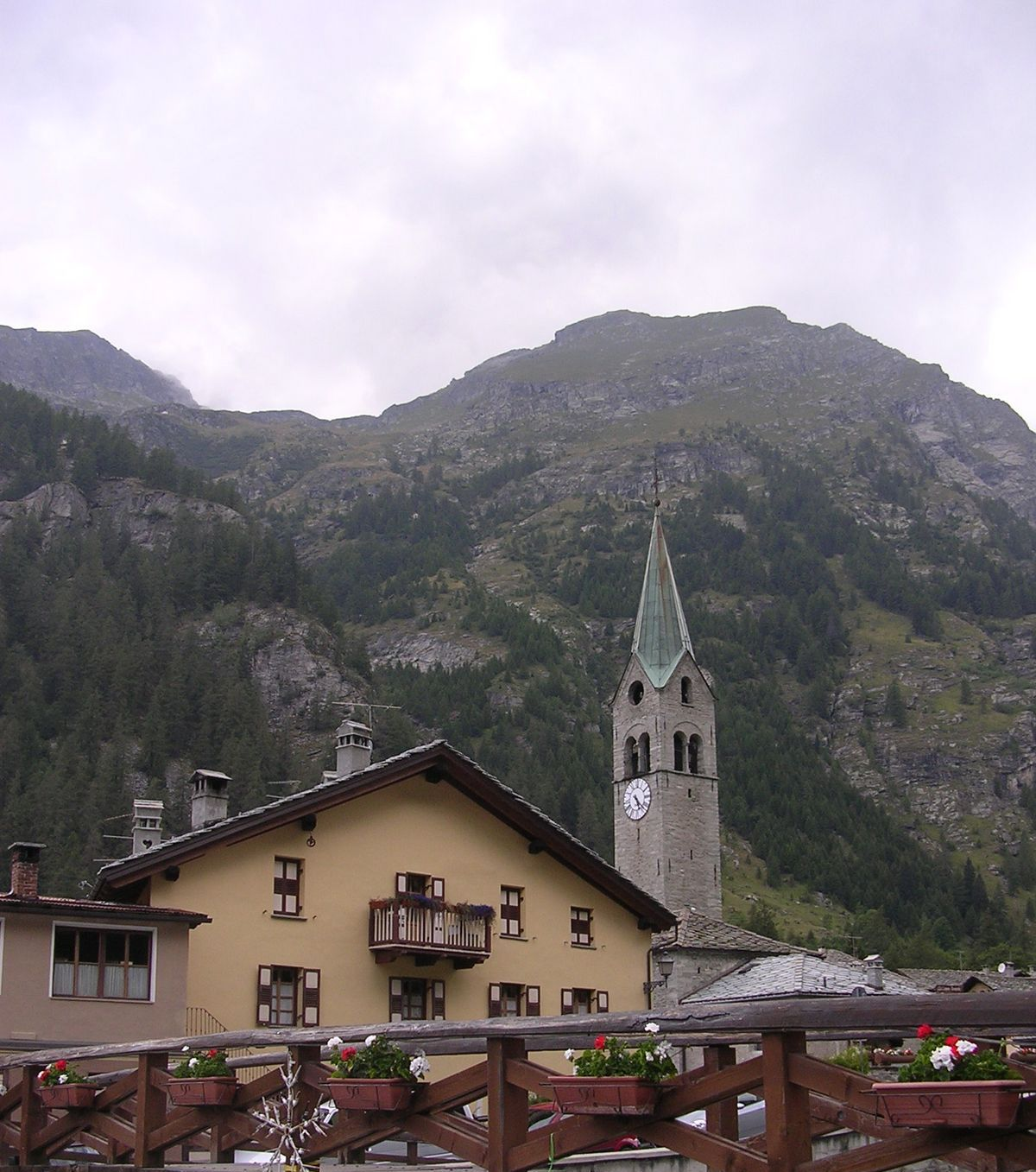
Храм св.Иоанна Крестителя
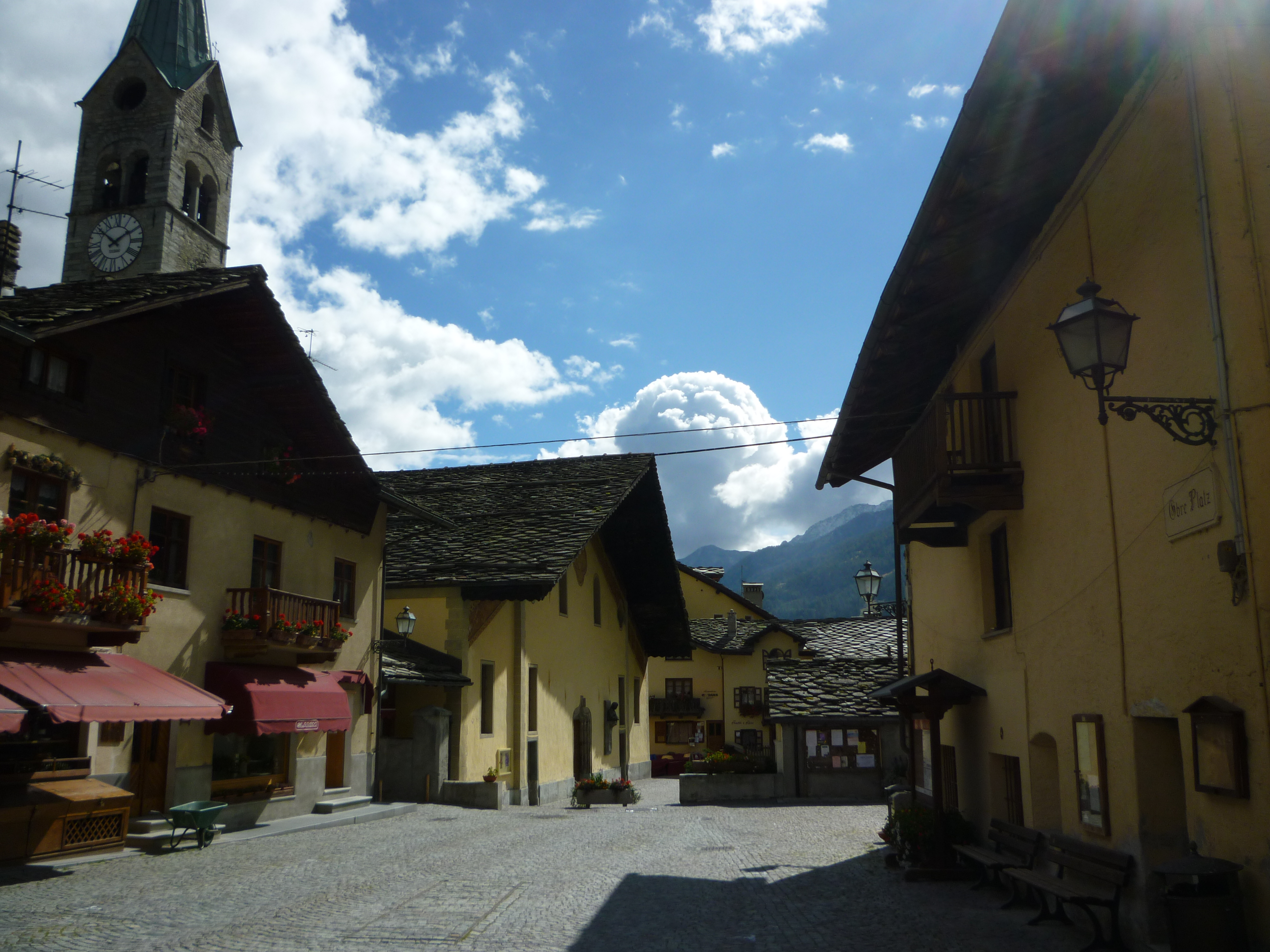
Obre Platz, главная площадь Грессоне-Сен-Жана
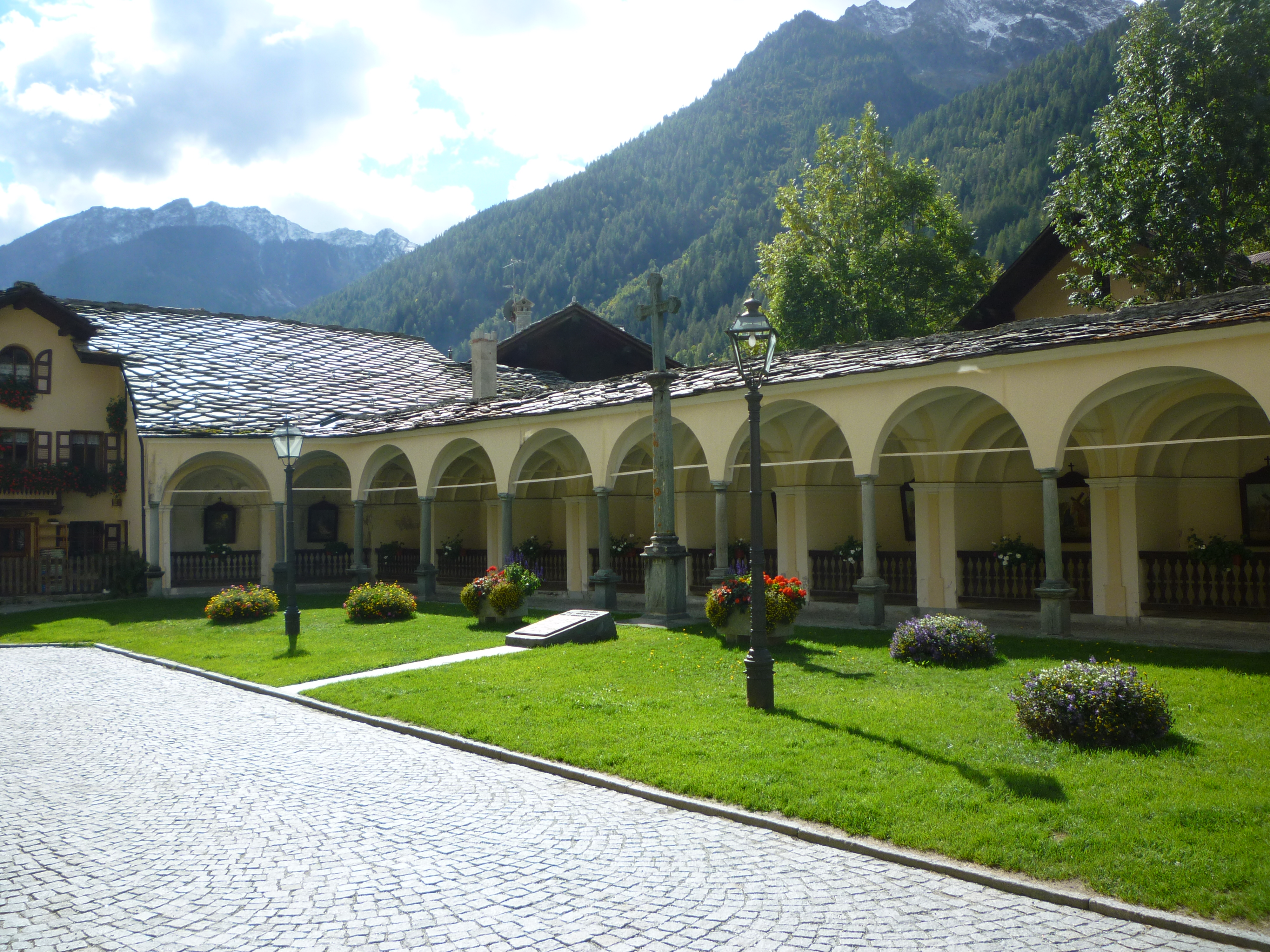
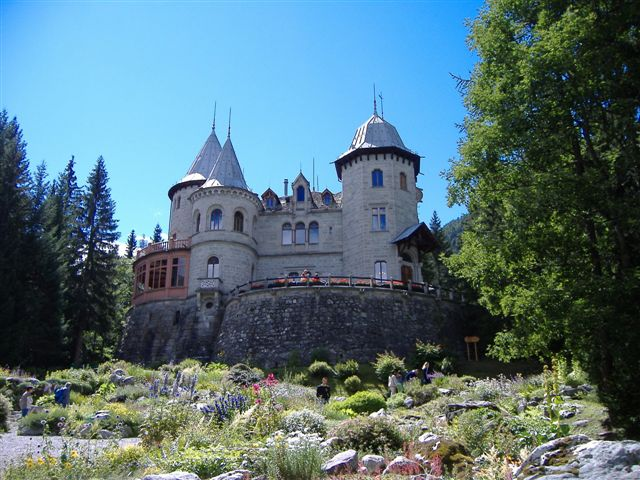
Замок Савойя
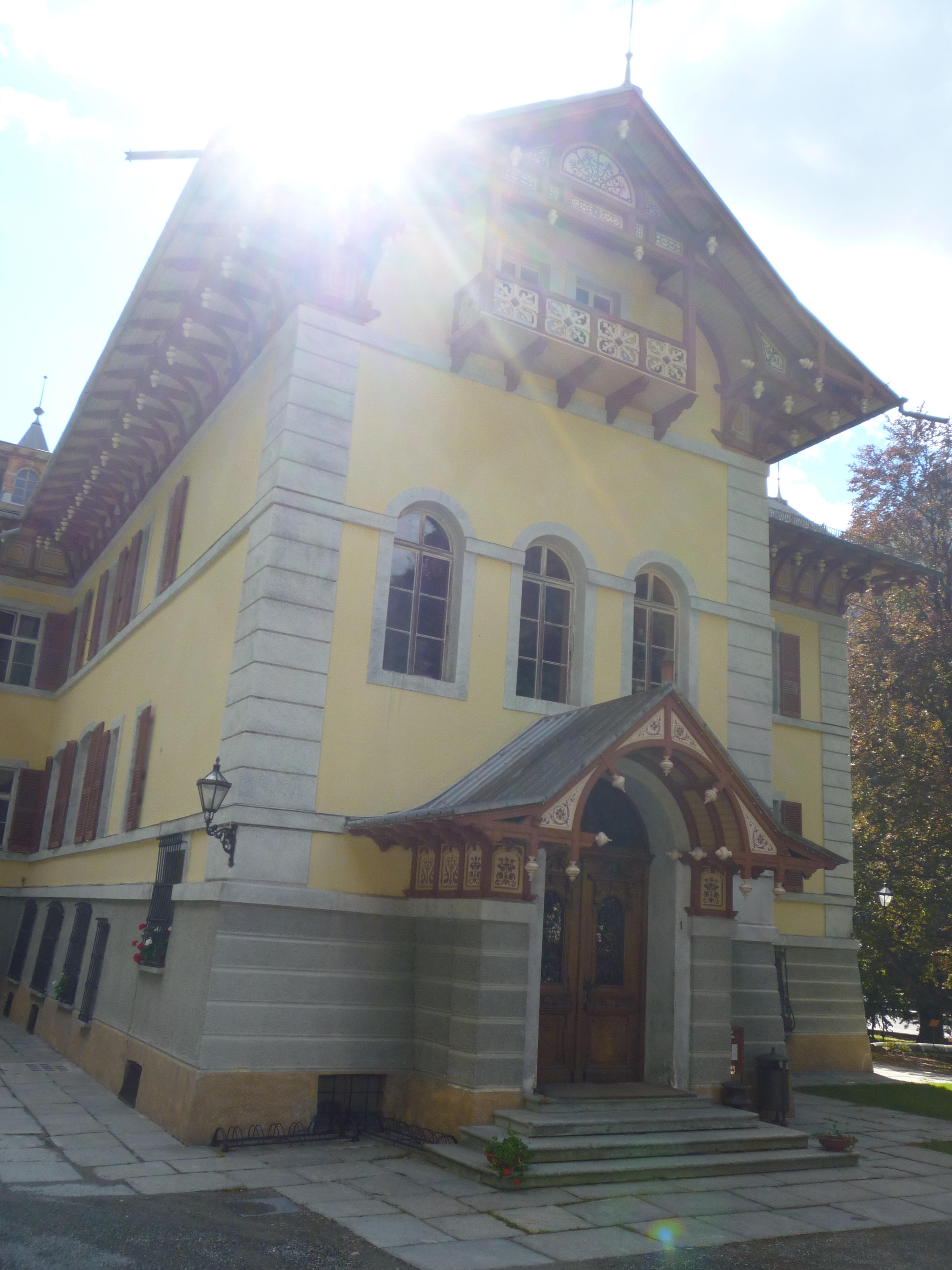
Вилла Маргарита: муниципалитет Грессоне-Сен-Жан
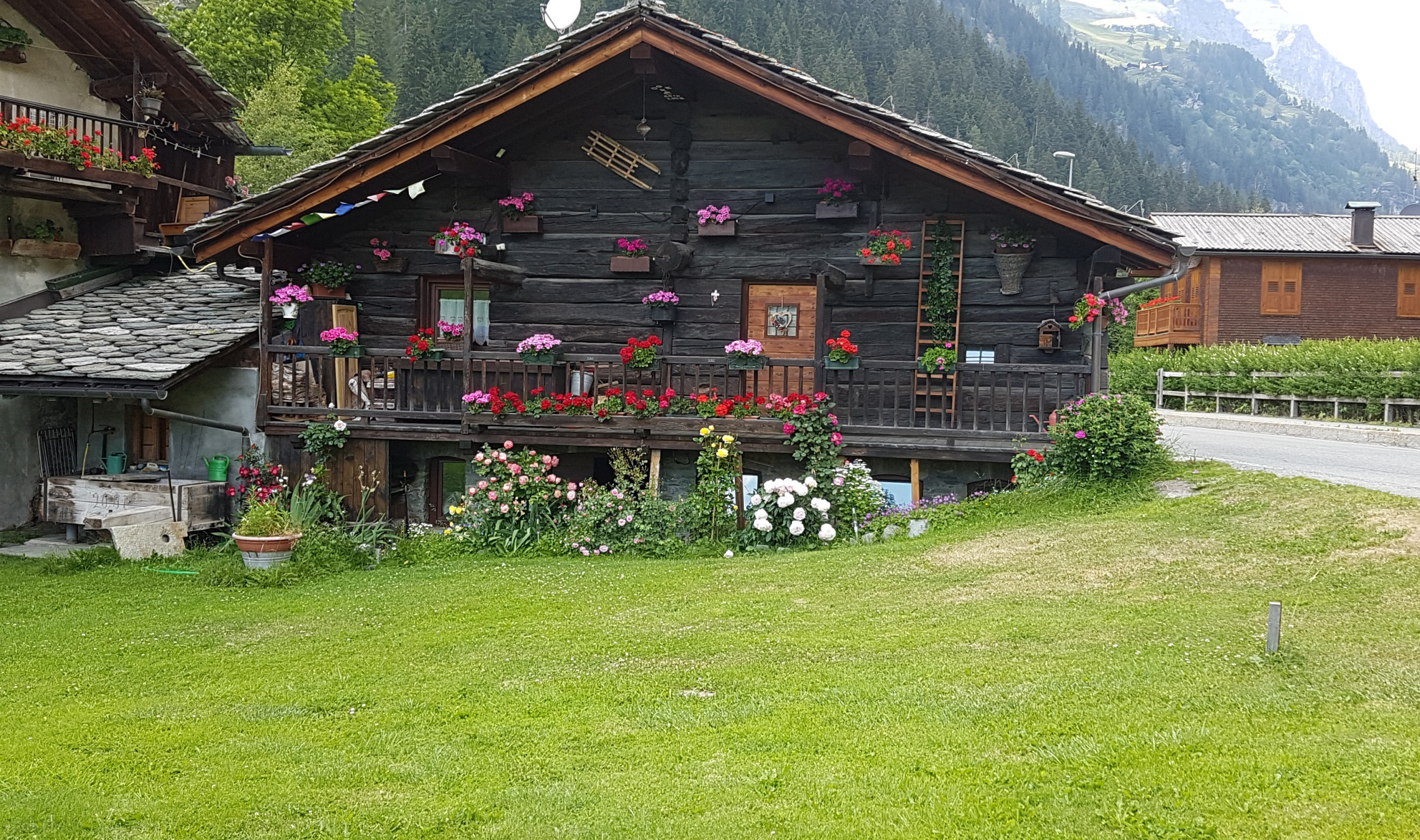
Типичный вальзерский дом.
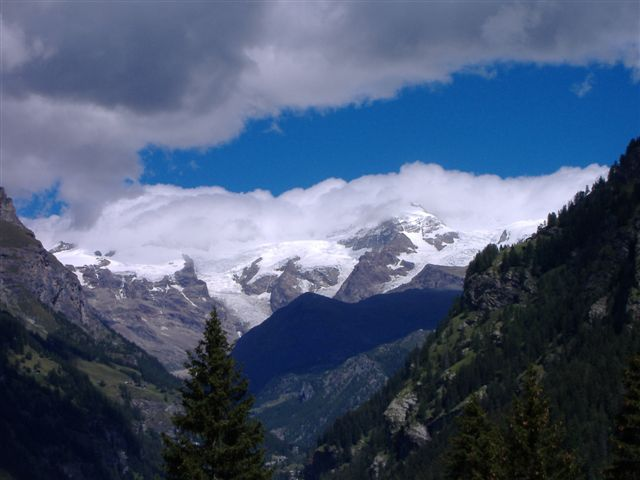
Монте-Роза. Вид со стороны  Замка Савойя
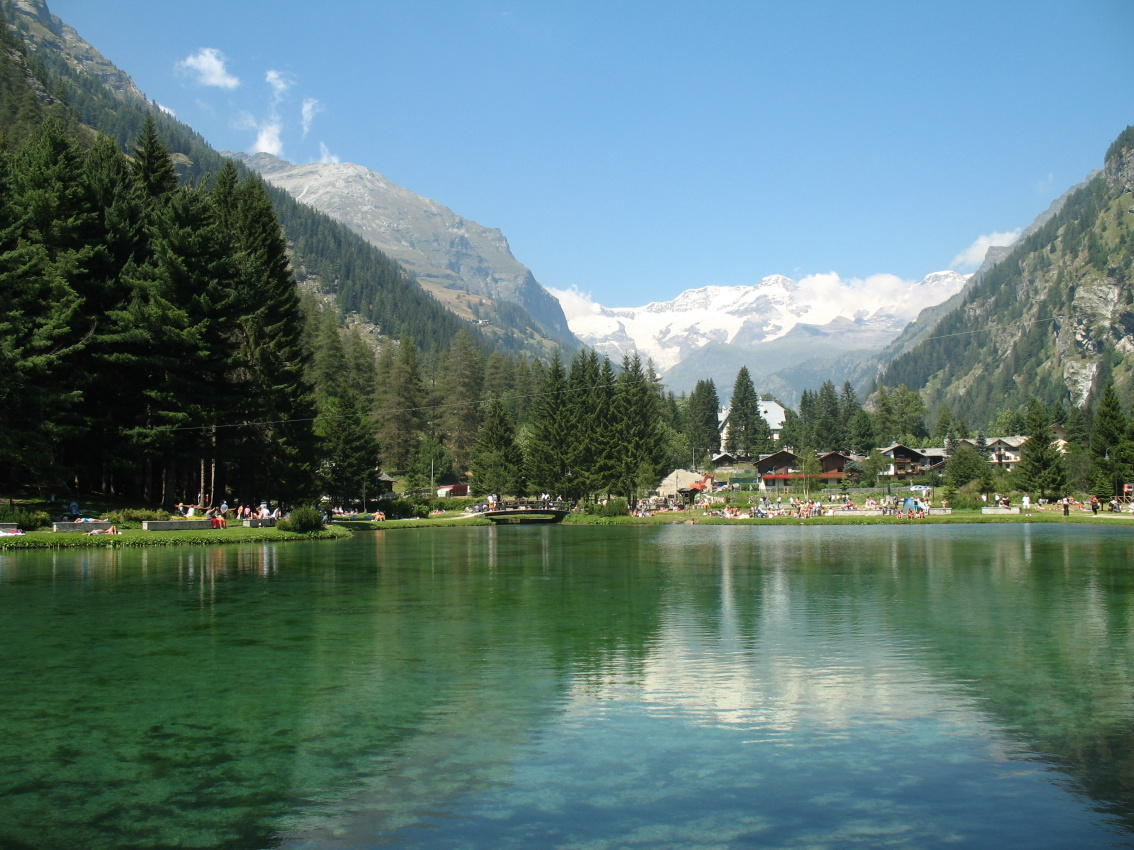
Озеро Гофер
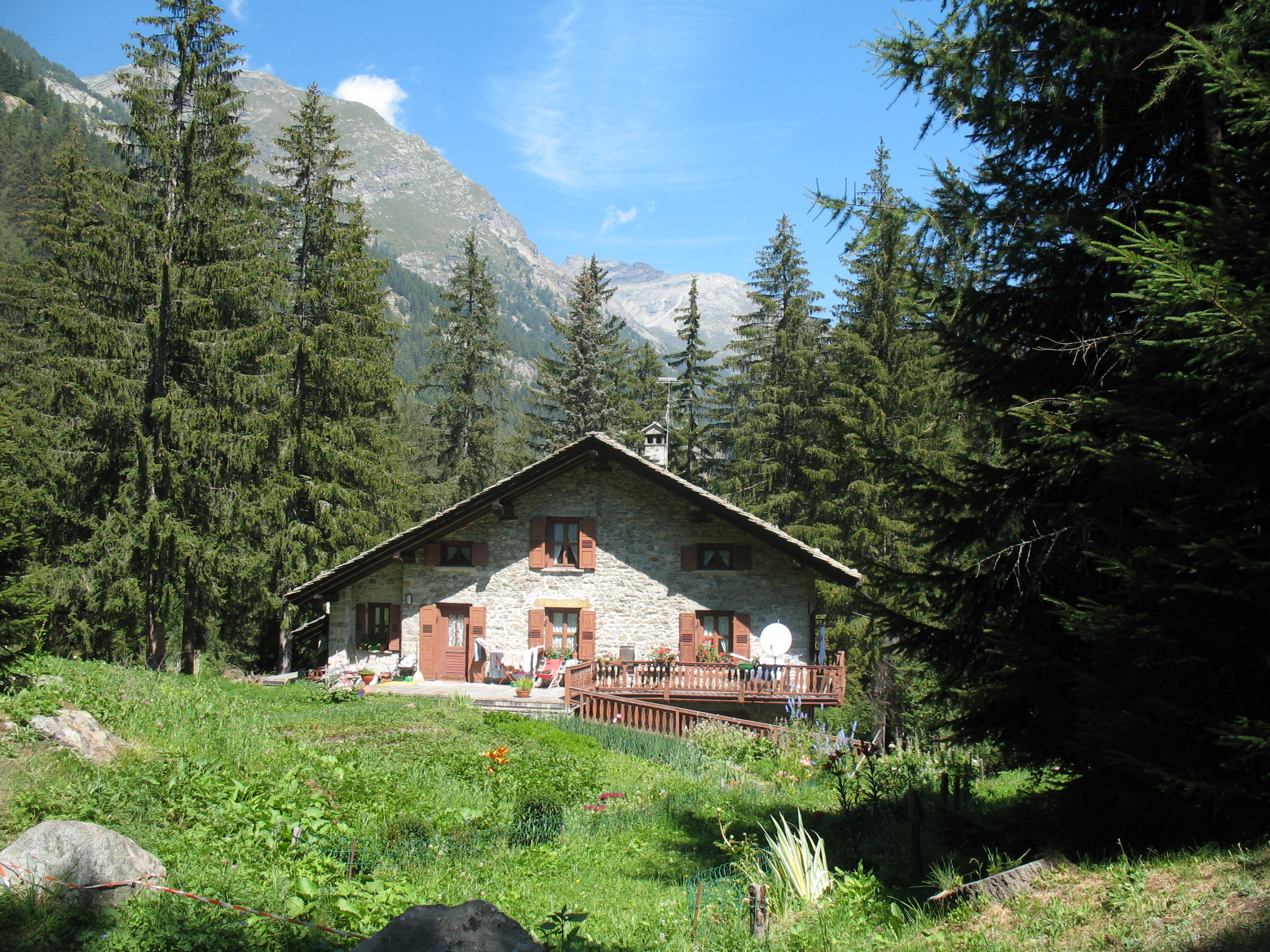
Традиционный вальзерский дом
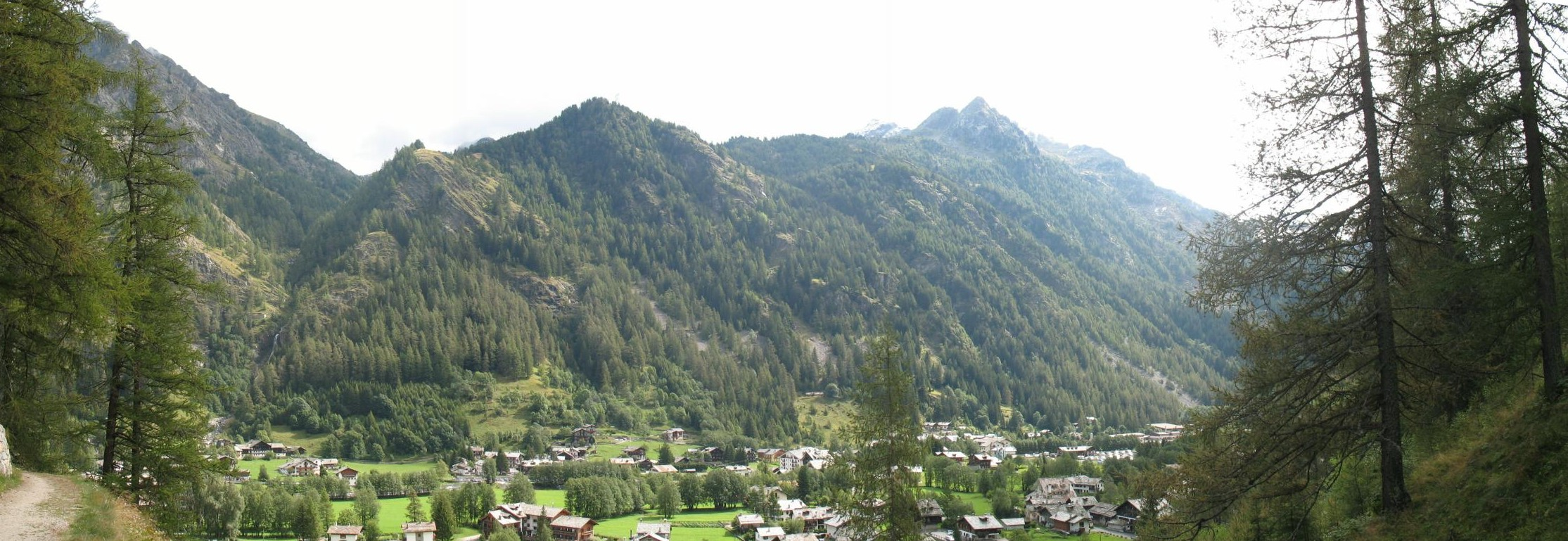
Панорама Грессоне-Сен-Жан
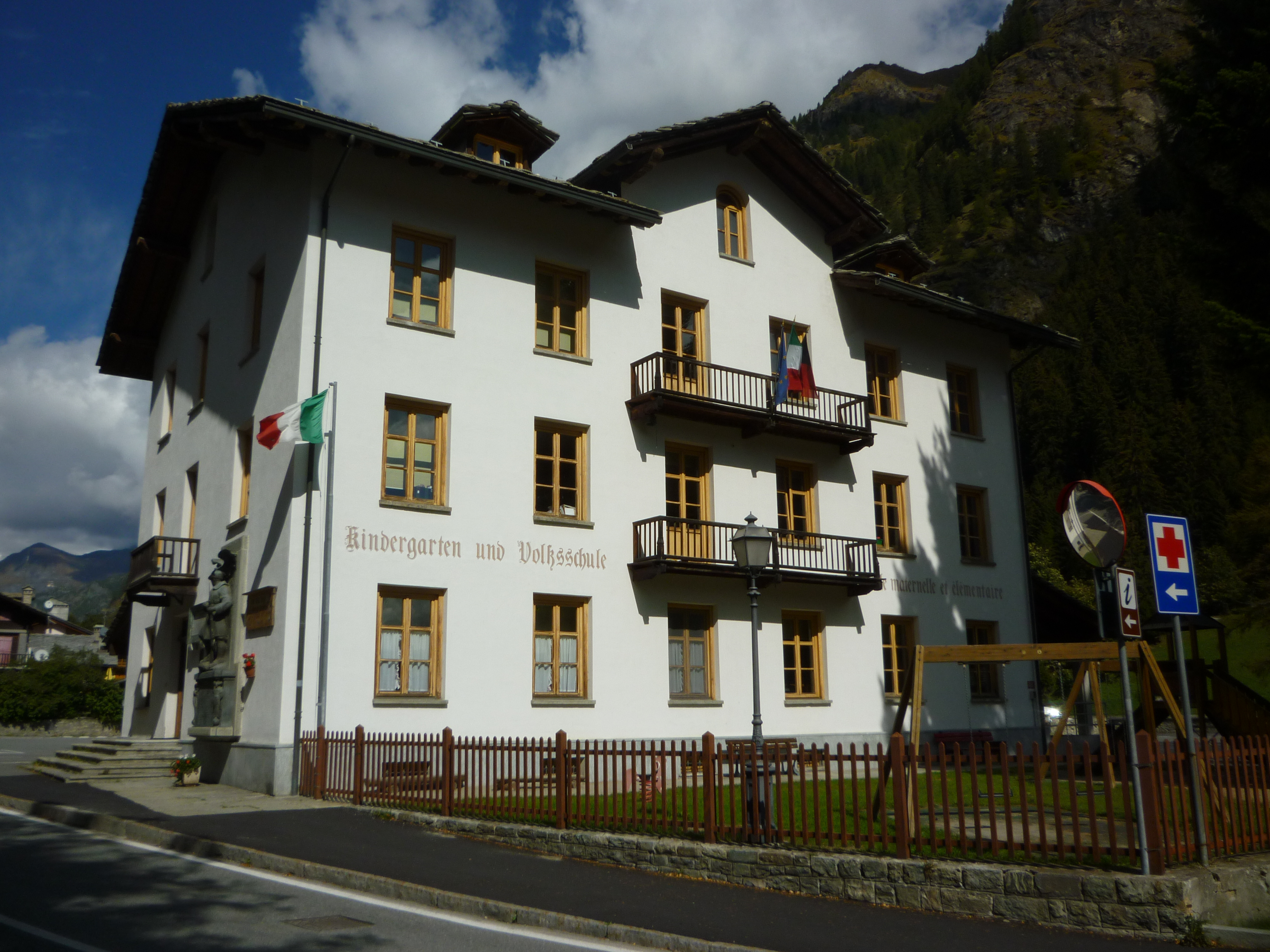
Детский сад и начальная школа
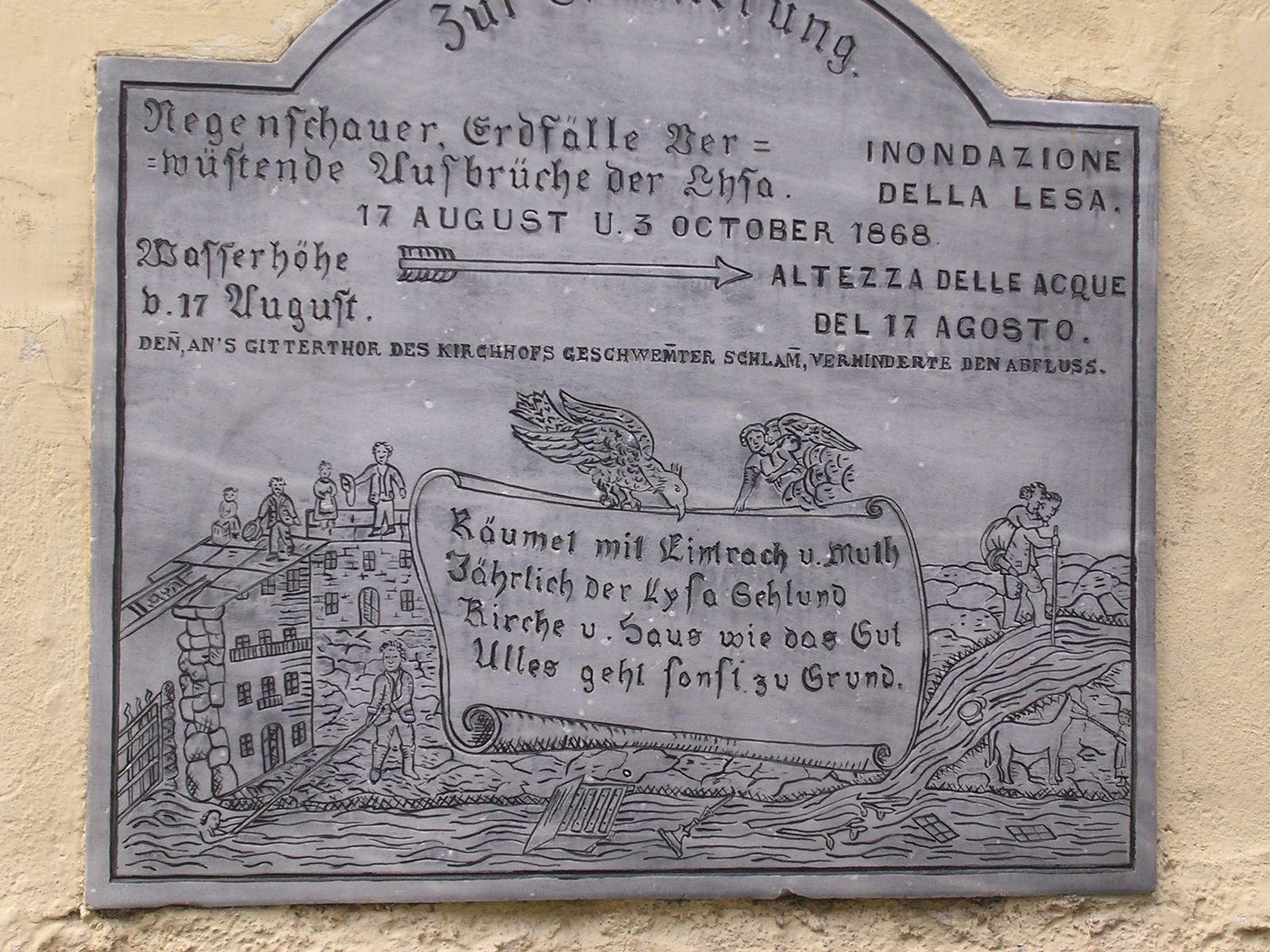
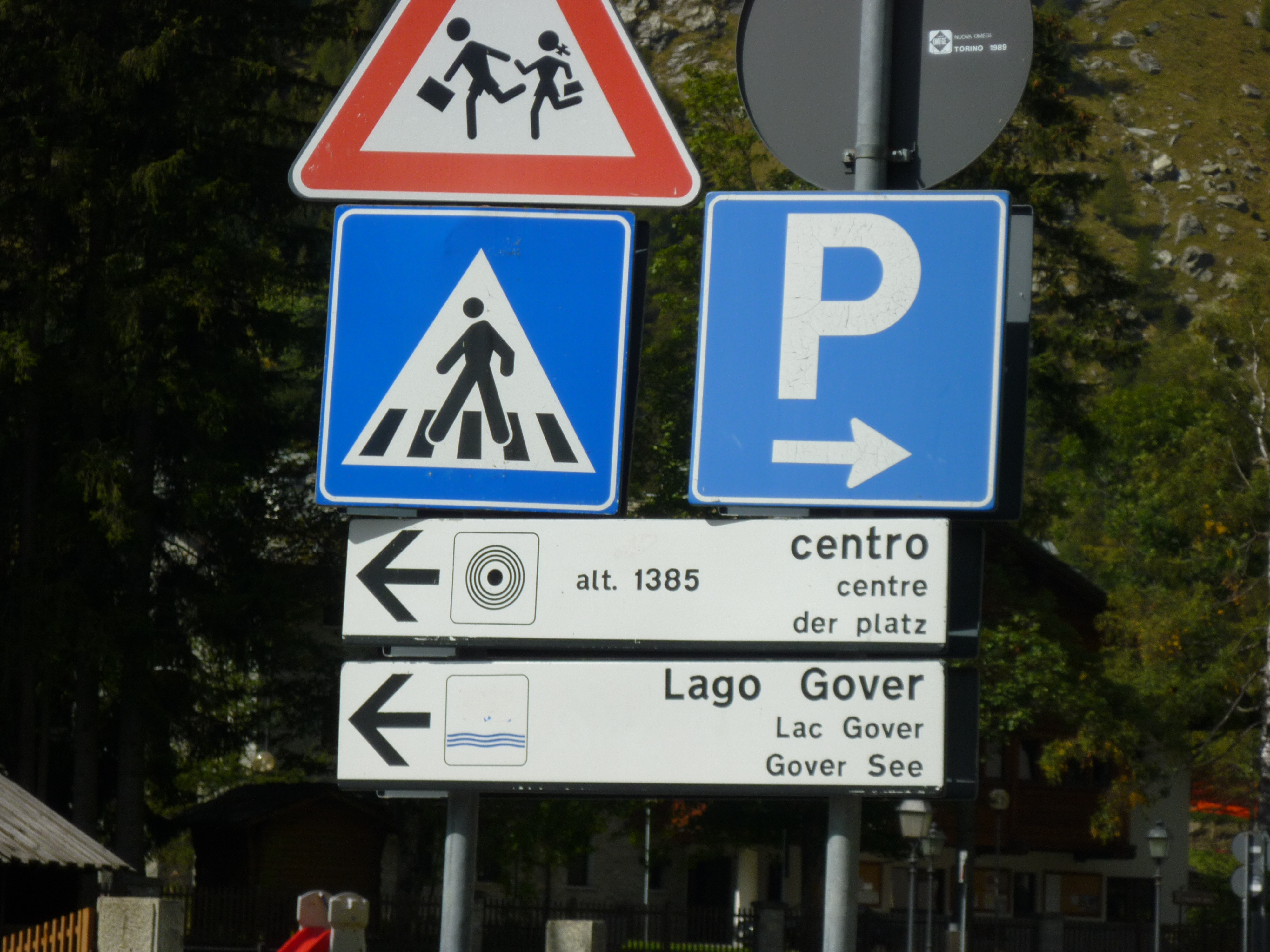
Трёхъязычные дорожные знаки (немецкий, французский, итальянский)
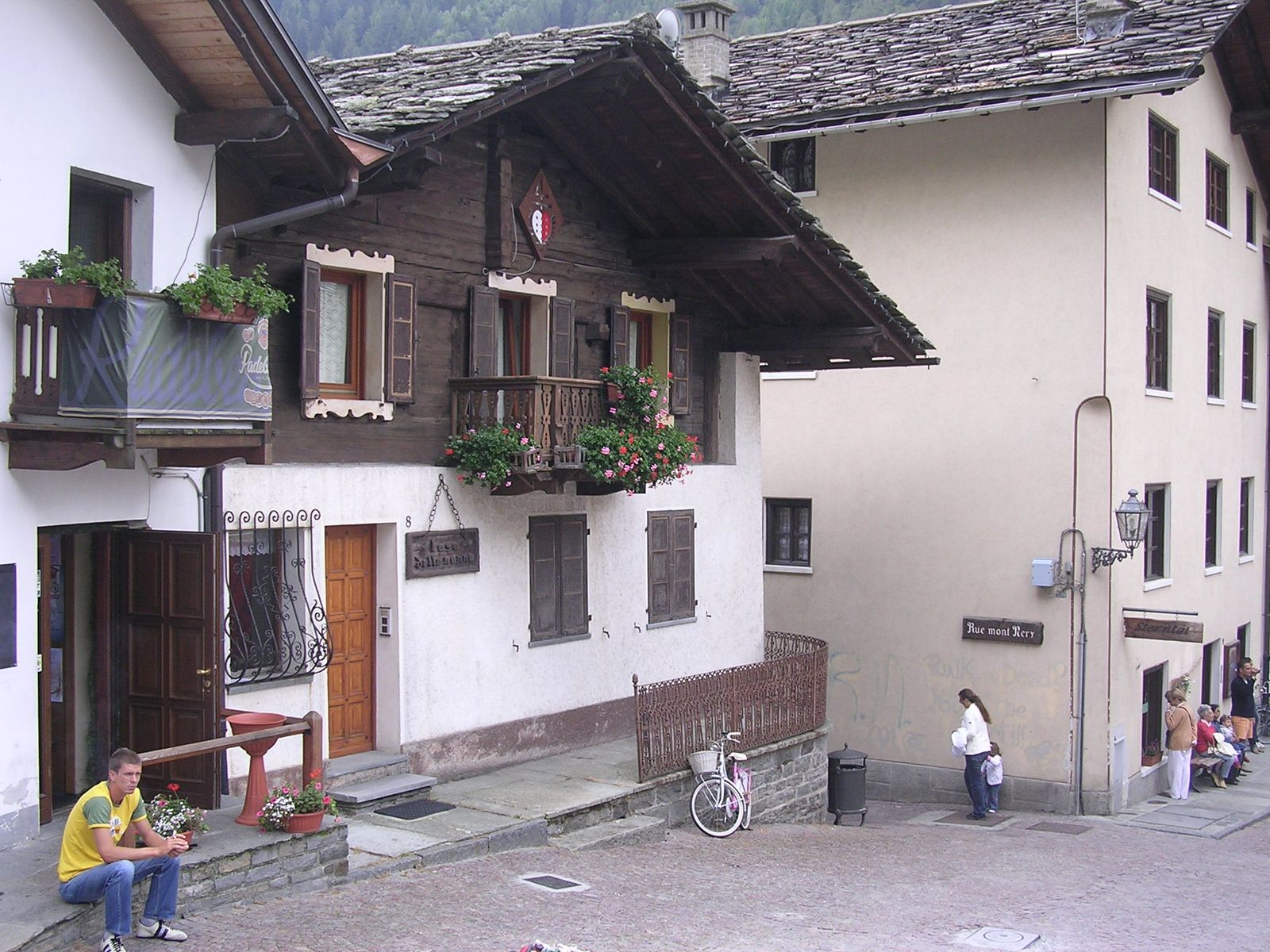
Вальзерский дом в центре коммуны с эмблемой
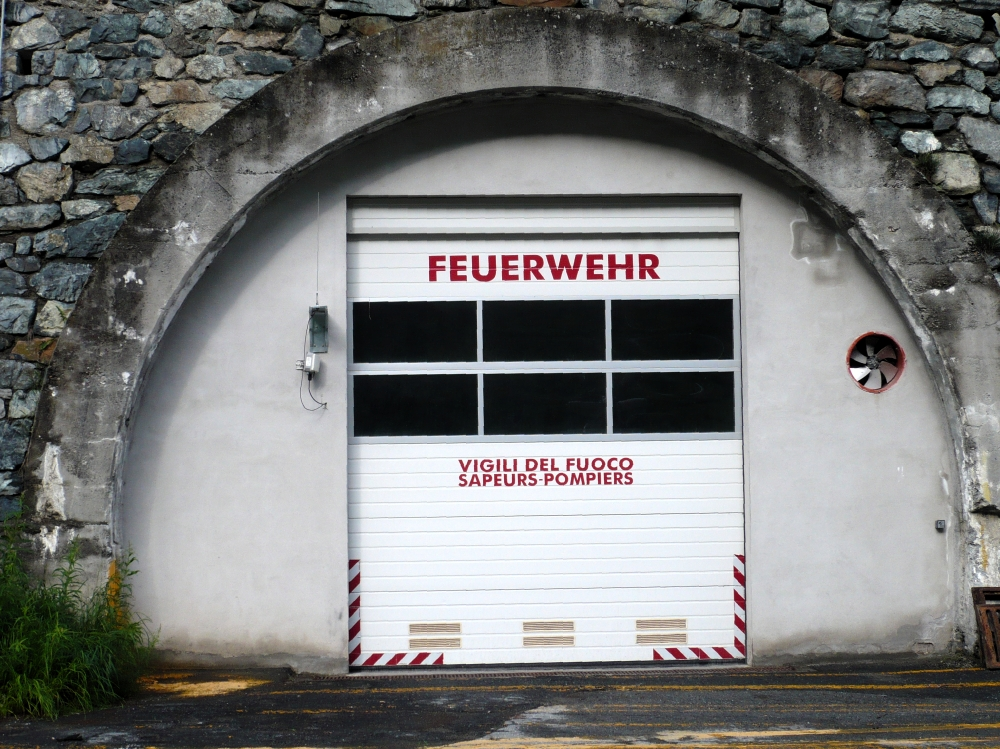
Трёхъязычное название (немецкий, французский, итальянский) местного отделения пожарной бригады